# Santo Domingo Oeste
Santo Domingo Oeste is een stad en gemeente met 413.000 inwoners in de  Dominicaanse provincie Santo Domingo. De gemeente werd samen met de provincie opgericht in 2001 bij wet 163-01 en is - qua inwoneraantal - de vijfde grootste van het land.
Santo Domingo Oeste behoort tot de hoofdstedelijk regio (Región Ozama of Región Metropolitana) en ligt aan de rivier Ozama.
Azua · Bajos de Haina · Baní · Barahona · Boca Chica · Bonao · Comendador · Cotuí · Dajabón · El Seibo · Hato Mayor · Higüey · Jimaní · La Romana · La Vega · Los Alcarrizos · Mao · Moca · Monte Cristi · Monte Plata · Nagua · Neiba · Pedernales · Puerto Plata · Sabaneta · Salcedo · Samaná · San Cristóbal · San Francisco de Macorís · San José de Ocoa · San Juan · San Pedro de Macorís · Santiago · Santo Domingo de Guzmán · Santo Domingo Este · Santo Domingo Norte · Santo Domingo Oeste